# Contea di Zhugqu
La contea di Zhugqu (舟曲县S, Zhōuqū XiànP) è una contea della Cina, situata nella provincia del Gansu e amministrata dalla prefettura autonoma tibetana di Gannan.